# Первые записи
«Первые записи» — новогодний квартирный концерт группы «Кино», тогда ещё носившей название «Гарин и гиперболоиды», в Москве.
Альбом был выпущен на компакт-дисках лейблом «Moroz Records» в 2002 году. Перед выпуском альбома все записи прошли цифровой ремастеринг.
Треки 1-21 были записаны Алексеем Дидуровым в Москве с 31 декабря 1981 года по 2 января 1982 года. Треки 22-26 были записаны на домашнем концерте у Владимира Левитина в Москве 4 января 1983 года.

## Музыкальный стиль
Композиции сборника во многом перекликаются с творчеством группы «T. Rex». На записи присутствует песня «Посвящение Марку Болану», что говорит о влиянии этого коллектива на раннее творчество группы «Кино».
Ещё одна песня с этого альбома посвящена Борису Гребенщикову и исполнена в его манере пения.
На записи также присутствует кавер-версия песни «Пригородный блюз» группы «Зоопарк».
Позднее звучание группы потеряло рок-н-ролльную основу. Альбомы «Начальник Камчатки» и «Это не любовь» были выполнены в духе постпанка и новой волны. В работе над альбомом «Ночь» группа снова вернулась к рок-н-ролльному глэму с влиянием панк-рока в духе «Sex Pistols». Начиная с альбома «Группа крови» прослеживается влияние таких команд, как «The Cure», «Joy Division», «The Sisters of Mercy»; меняется тематика песен — чаще всего затрагиваются проблемы человека, вступившего в противоборство с окружающими его обстоятельствами. Обозреватель журнала «Ровесник» сравнивал музыку «Кино» со злым воплем городских партизан, ненавидящих испоганенный мир, в котором им приходится жить.

## Список композиций
Музыка и слова всех композиций — Виктор Цой, кроме указанных.
- 1. Вступление — 0:55
- 2. «Мне не нравится город Москва» — 2:35
- 3. «Песня для БГ» («Осень») — 2:16
- 4. «Просто хочешь ты знать» — 3:13
- 5. «Словно тень бегу куда-то я» — 1:56
- 6. «Звери» — 2:54 (Алексей Рыбин)
- 7. «Лауреат» — 1:15 (Алексей Рыбин — Игорь Гудков)
- 8. «Бездельник 1» — 3:34
- 9. «Бездельник 2» — 3:10
- 10. «Время есть, а денег нет» — 2:44
- 11. «Солнечные дни» — 2:24
- 12. «Возле дороги» — 1:18
- 13. «На кухне» — 1:38
- 14. «Посвящение Марку Болану» — 3:44
- 15. «Серая тень» — 4:18
- 16. «Папа, твой сын» — 2:10
- 17. «Битник» — 4:03
- 18. «Ситар играл» — 1:16
- 19. «Мои друзья» — 4:07
- 20. «Водка — вкусный напиток» — 3:48 (Майк Науменко — Игорь Покровский)
- 21. «Блюз Артёму Троицкому» — 3:21 (Владимир Алексеев — Алексей Дидуров)

Бонус-треки:
- 22. «Моё настроение» — 2:47
- 23. «Дождь» («Ты есть») — 5:27
- 24. «Дождь для нас» — 3:56
- 25. «Холодильник» — 3:32
- 26. «Пригородный блюз» — 2:24 (Майк Науменко)

## Участники концертных записей
«Гарин и гиперболоиды»
- Виктор Цой — вокал (треки 1—5, 8—19, 22—26), акустическая гитара
- Алексей Рыбин — вокал (треки 6, 7, 16), акустическая гитара

Другие
- Сергей Рыженко («Последний шанс») — бонги, маракасы
- Александр Самойлов («Последний шанс») — бонги, маракасы
- Алексей Дидуров — бонги
- Артемий Троицкий — тарелки
- Владимир Алексеев — вокал (трек 21), свист
- Игорь Покровский («Автоматические удовлетворители») — вокал (трек 20)

## Оформление альбома
Мастеринг Евгения Гапеева.
Дизайн Дмитрия Покровского. Фото из архивов Марианны Цой и Алексея Дидурова, рисунок Юрия Хипова (Непахарева).